# Васин, Виктор Алексеевич
Виктор Алексеевич Васин (5 августа 1928, Ленинград — 24 августа 1992, Санкт-Петербург) — советский и российский боксёр, выступавший в первой средней весовой категории, тренер и спортивный судья. Двукратный чемпион (1955 и 1958) и двукратный призёр (1957 и 1959) чемпионатов СССР по боксу, призёр летней Спартакиады народов СССР (1959). Заслуженный тренер РСФСР (1971). Снялся в пяти художественных фильмах. Участник Великой Отечественной войны.

## Биография
Родился 5 августа 1928 года в Ленинграде. С 1941 по 1945 года, во время Великой Отечественной войны, Васин был юнгой на одном из тральщиков Балтийского флота, за что был удостоен ордена Отечественной войны II степени (1 августа 1986) и медали «За оборону Ленинграда».
В 1950 году Виктор начал заниматься боксом под руководством тренера В. М. Крутова на базе ленинградского спортивного общества «Строитель», также выступал за ленинградский Спортивный клуб армии (СКА). В 1954 году Виктор Васин окончил Школу тренеров при Государственном дважды орденоносном институте физической культуры имени П. Ф. Лесгафта (ГДОИФК), в том же году ему было присвоено звание мастера спорта и он был включен в сборную СССР по боксу, в которой находился вплоть до 1960 года. В 1958 году Виктору Алексеевичу было присвоено звание «Почётный мастер спорта СССР», в том же году он окончил ГДОИФК.
На чемпионатах СССР Виктор Васин выступал в весовой категории до 71 кг (первый средний вес). В 1955 году на XXI чемпионате СССР по боксу в Москве Виктор Васин, представлявший спортивное общество «Строитель», выиграл в финале турнира у тбилисца Гиви Дарбаисели и стал чемпионом СССР. Через два года, на XXIII чемпионате СССР по боксу в Москве Васин, представляя команду СКА, сумел дойти до финала, в котором проиграл москвичу Сергею Исаеву, став серебряным призёром соревнований. В следующем 1958 году, выступая за команду спортивного общества «Строитель», Виктор Васин в финальном поединке XXIV чемпионата СССР по боксу в Москве боксировал против москвича Владимира Воробьёва, победив которого стал двукратным чемпионом СССР. В 1959 году на XXV чемпионате СССР по боксу в Москве, который был совмещён со II летней Спартакиадой народов СССР, Васин, боксировавший за команду СКА, встретился в финальном поединке с будущим двукратным олимпийским чемпионом, москвичом Борисом Лагутиным, но проиграл ему и занял второе место. Помимо достижений на чемпионатах СССР Виктор Васин становился двукратным чемпионом Вооружённых сил СССР и семикратным чемпионом Ленинграда по боксу. Всего за свою карьеру им было одержано 202 победы в 216 (по другим данным в 212) поединках.
В конце своей спортивной карьеры и после её окончания Виктор Васин занимался тренерской работой, с 1958 го 1972 годы он тренировал ленинградское СКА, а затем до 1992 года ленинградское спортивное общество «Труд». В 1971 году Васину было присвоено звание заслуженного тренера РСФСР. Всего за время работы Васина тренером им было подготовлено более 20 мастеров спорта. Также занимался спортивным судейством, в 1980 году Виктору Алексеевичу было присвоено почётное звание судья всесоюзной категории.
На протяжении семнадцати лет, с 1969 по 1986 годы Виктор Васин снялся в пяти советских художественных фильмах: «Мальчишки» (1969), «Драма из старинной жизни» (1971), «Вторая попытка Виктора Крохина» (1977), «Встретимся в метро» (1985) и «Плата за проезд» (1986).
Виктор Алексеевич Васин скончался 24 августа 1992 года в Санкт-Петербурге. Был похоронен на Большеохтинском кладбище.